# Гребля Керрада
Гребля Керрада (Kerrada) – гідротехнічна споруда на півночі Алжиру.
Греблю спорудили в 2007–2010 роках на правій притоці уеду Челіф, що впадає до нього у нижній течії, вже після того, як Челіф майже прорвався через північний хребет Тель-Атласу та прямує до свого устя на узбережжі Середземного моря за сім десятків кілометрів на схід від Орану. Керрада є частиною великого проекту водопостачання міст Мостаганем, Арзу та Оран, для якого виконує функцію головного накопичувального резервуару. Водозбірний басейн вище від споруди складає лише 19 км2, тому наповнення сховища передусім відбувається шляхом подачі ресурсу від розташованої за 8 км греблі Челіф, яка перекриває однойменний уед.
В межах проекту звели земляною греблею із глиняним ядром висотою 85 метрів та довжиною 764 метра, яка потребувала 5,4 млн м3 матеріалу (крім того, використали 71 тис м3 бетону).
Гребля утворила водосховище об’ємом 70 млн м3, з яких 60 (за іншими даними – 65) млн м3 відносяться до корисного об’єму. Сховище має нормальний рівень поверхні на позначці 132,5 метра НРМ, при тому що гребінь греблі знаходиться на позначці 138 метрів НРМ.